# マルティン・エンリケス・デ・アルマンサ

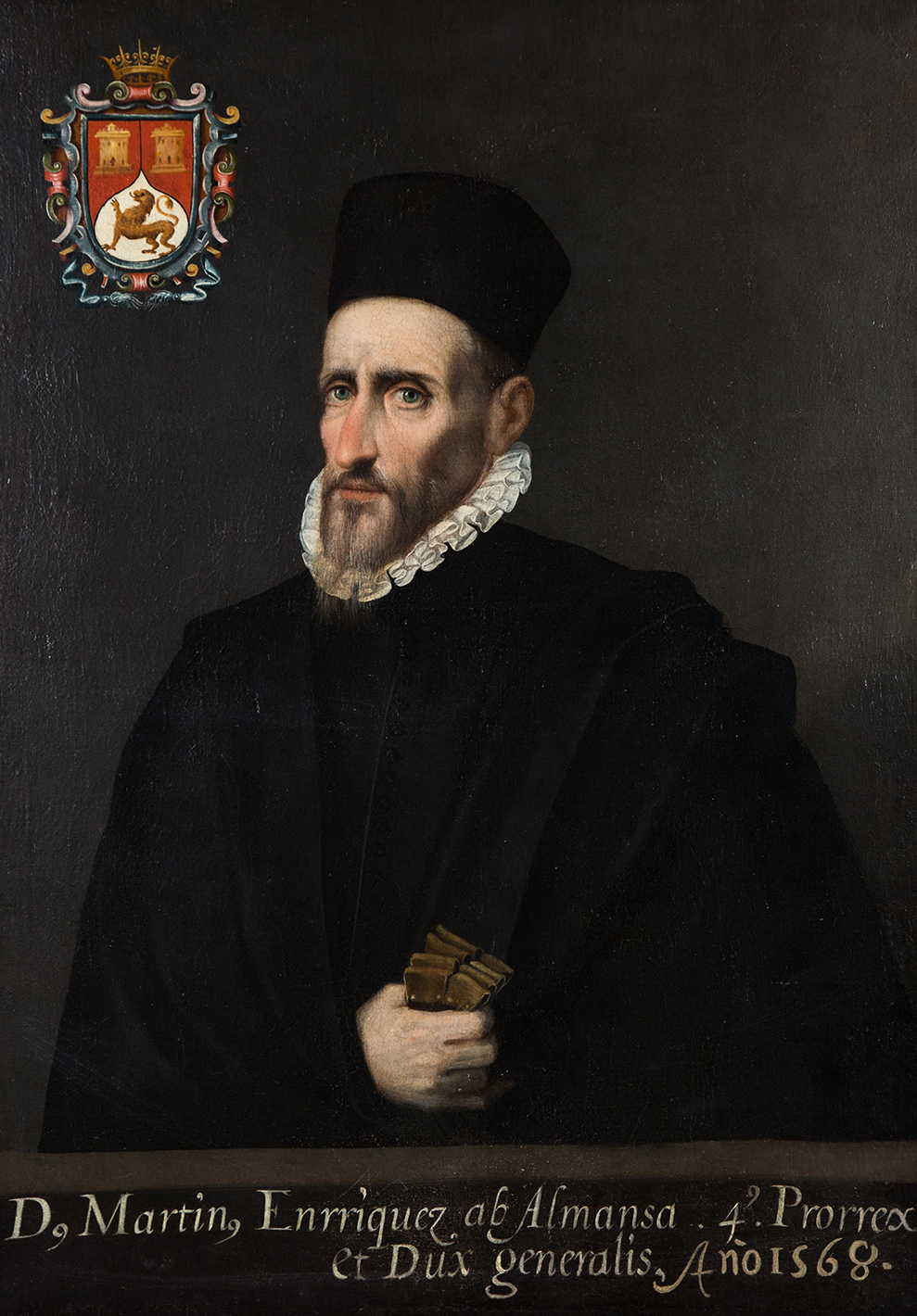
マルティン・エンリケス・デ・アルマンサ

マルティン・エンリケス・デ・アルマンサ（Martín Enríquez de Almanza、1510年ごろ - 1583年3月12日）は、スペインの貴族で、第4代ヌエバ・エスパーニャ副王（1568-1580年）および第6代ペルー副王（1581-1583年）を歴任した。

## 生涯
初代アルカニセス侯爵 (es:Marquesado de Alcañices) フランシスコ・エンリケス・デ・アルマンサの三男として生まれた。生地は明らかでないが、サモラ県アルカニセスあるいはバリャドリードかとされる。

### ヌエバ・エスパーニャ副王
1568年にフェリペ2世によってヌエバ・エスパーニャ副王に任命された。任地に赴く途中、9月中ごろにサクリフィシオス島 (Isla de Sacrificios) を根城とするジョン・ホーキンズの私掠船に遭遇したが、サン・フアン・デ・ウルア湾で彼を打ち負かした (Battle of San Juan de Ulúa (1568)) 。11月にメキシコシティに到着した。
当時、スペイン出身者とメキシコ生まれのクリオーリョの間の対立が高まっていた。フランシスコ会修道士と教区司祭の間の対立もあり、その仲裁も副王の仕事だった。1572年には最初のイエズス会修道士がヌエバ・エスパーニャに到着した。イエズス会は教育に努力を集中した。
北方のチチメカとの戦争は長年続いていたが、ワチチル族 (Guachichil) の攻撃によってスペイン人や友好的先住民の生活がおびやかされていた。副王は遠征隊を送り、プレシディオ（要塞）を築き、また首都とサカテカスを結ぶ街道の安全のためにラ・コンセプシオン・デ・セラヤ（今のセラヤ）、サン・フェリペ（今のサン・ルイス・ポトシ近郊）、レオンなどの都市を設立した。
エンリケス・デ・アルマンサはコマコラン（またはココマカン）という村に悲しみの聖母の修道院(Congregación de Nuestra Señora de los Dolores)を建設した。18世紀に修道院にちなむ名称を持ったドローレス（今のドローレス・イダルゴ）の町が設立された。
エンリケス・デ・アルマンサはフィリピン諸島の征服を促進し、アカプルコとの間の航路を改良した。また銀のアマルガム精錬法を促進した。
フェリペ2世は新大陸でも異端審問を行うように命じた。1571年に初代ヌエバ・エスパーニャ異端審問官のペドロ・モヤ・デ・コントレラスが到着し、1574年に最初のアウト・デ・フェを行った。モヤは後にメキシコ大司教を兼任した。1573年にはメトロポリタン大聖堂の建設がはじまった。
1576年に麻疹（天然痘とも）が大流行し、多数の先住民が死んだ。副王は病院の建設、食料と薬品の入手、税金の免除などで対応しようとした。

### ペルー副王
1580年、ペルー副王に任命されたためにメキシコシティを去り、翌年リマに到着した。イエズス会と対立した前副王と異なり、彼はイエズス会士のホセ・デ・アコスタと協力した。1582年にはイエズス会の学校コレヒオ・レアル・デ・サン・マルティン (es:Colegio Real y Mayor de San Martín) を設立したが、学校名は副王の名から取られている。またサンマルコス大学でケチュア語を教えさせた。産業面ではポトシやワンカベリカ鉱山の産出量を増大させた。
1582年には大地震のために多数の死者と建物の被害が発生した。
すでに高齢であったエンリケス・デ・アルマンサは1583年3月にリマで没した。